# Hollersbach im Pinzgau
Hollersbach im Pinzgau là một đô thị ở huyện Zell am See (Pinzgau region), in the state of Salzburg ở nước Áo. Đô thị này có diện tích 76,89 km², dân số năm 2001 là 1157 người. Kinh tế địa phương chủ yếu là du lịch và nuôi bò sữa.
Năm 2005, một cáp treo nối thị trấn này với vùng trượt tuyết Kitzbuehel.